# Eileen Power
Eileen Edna LePoer Power (Altrincham, 9 de gener del 1889-Londres, 8 d'agost de 1940) fou una important historiadora medieval, escriptora i professora britànica.

## Biografia
Eileen Power era filla d'un corredor de borsa i nasqué a Altrincham al 1889. Era germana de la locutora i escriptora per a xiquets Rhoda Power. S'educà a l'Oxford High School for Girls Girton College, i en la Sorbona.
Power fou directora d'Estudis d'Història en Girton College (1913-1921), professora de Ciència Política en l'Escola d'Economia i Ciència Política de Londres (1921-1924) i de la Universitat de Londres (1924-1931). Al 1931 esdevingué catedràtica d'Història Econòmica en la London School of Economics (LSE), on romangué fins al 1938, quan es feu catedràtica d'Història Econòmica de la Universitat de Cambridge. Fou autora de diversos llibres sobre història medieval.
Crítica amb la política exterior anglesa, Power fou membre activa de la Unió de Control Democràtic.
Es casà amb Michael Postan al 1937, tot i que avia estat compromesa amb Reginald Johnston, reconegut sinòleg i tutor de l'emperador Pu Yi. Power va morir el 8 d'agost de 1940 víctima d'un atac de cor.

## Obres
Alguns llibres seus són:
- 1924, Gent medieval
- 1994, El comerç de la llana en la història medieval anglesa
- Convents de monges medievals (Medieval Nunneries)
- El bon home de París (The Miracles Godman of Paris)
- Els miracles de la Mare de Déu (The Miracles of the Blessed Virgin Mary)
- Mujeres medievales.  Encuentro, 1991. ISBN 9788474900262.